# 須佐田万川ラジオ中継局
須佐田万川ラジオ中継局（すさたまがわラジオちゅうけいきょく）は、山口県萩市須佐にある中波放送の中継局である。名称は、NHK第1放送は須佐、KRYは須佐田万川と冠している。

## 概要
- 当中継局には、NHK山口放送局（ラジオ第1放送）と山口放送の中波放送中継局が置かれ、須佐・田万川地区とその周辺へ電波を発射している。
- NHKラジオ第2放送の中継局は置かれておらず、近隣の益田の中継局[1]などを受信する。

## 中継局概要
| 放送局名             | 周波数  | 空中線電力 | 放送対象地域 | 放送区域内世帯数 | 開局年月日    |
| NHK山口ラジオ第1放送 | 1368kHz | 100W       | 山口県       | 約4000世帯       | 1988年3月18日 |
| KRY山口放送          | 765kHz  | 300W       | 山口県       | 約-世帯          | 1998年3月4日  |

### 中継局所在地
- 高山（海側）からはやや離れており山陰本線（須佐-江崎）沿いにある。
  1. NHK…萩市須佐字下三原上
  2. KRY…萩市須佐字下三原下

## 備考
- NHK第1放送はNHK鳥取第1放送（出力は1kW）と同じ周波数のため、混信障害が起きる可能性がある。
- KRYは韓国のMBC（大田）と同じ周波数のため、夜になって遠くの放送局の放送が聞こえる頃になると、KRYがMBCに負けて聞こえなくなることが非常に多い。ただし、大田MBCは2022年11月8日をもって中波放送を実質停止している[2]。